# Фонтан Айвазовського
Фонтан Айвазовського — архітектурна пам'ятка в місті Феодосія в Ювілейному парку. Споруджений в 1888 році за проєктом і коштоми Івана Айвазовського.

## Історія
Феодосія постійно відчувала нестачу води, особливо після того, як на довколишніх горах був вирубаний ліс. В сухе літо 1887 року воду в місто доставляли в бочках пароплавами з Севастополя. Восени того ж року Айвазовський вирішив безоплатно передати місту Субаське джерело, що знаходилося на території його маєтку біля міста Старий Крим. Закладка фонтану відбулася 12 вересня 1887 року після богослужіння в Олександро-Невському соборі Феодосії.
Будівництво водопроводу велося навесні — влітку 1888 року, на його спорудження містом було витрачено 231 689 рублів, вельми велику на ті часи суму.
Офіційне відкриття фонтану відбулося 1 жовтня 1888 року. По прокладеному водопроводу довжиною 25 км з чавунних труб Феодосія стала щодоби отримувати 50 000 відер чистої питної води.
Спочатку міська дума збиралася назвати фонтан ім'ям Олександра III, були підготовлені й надіслані до інстанцій відповідні документи. Не чекаючи ухвалення рішення, міська влада приготувала заставну плиту на якій були вибиті слова «Императора Александра». Проте, враховуючи заслуги Айвазовського, Високим Указом, виданим у вересні 1888 року, було повелено надати фонтану ім'я великого художника. У зв'язку з цим на заставній плиті фонтану замість слів «Императора Александра» вибили «И. К. Айвазовского». Грошей на нову плиту вже не було, тому було ухвалено рішення вирізати її центр з написом і вставити блок з новим текстом. Якщо придивитися до заставної плити, то перед першою буквою в імені І. К. Айвазовского чітко видно деталі букви «И» більшого розміру, від слова «Императора», а після закінчення імені деталі букви «А» від слова «Александра». Тому пам'ятник архітектури так і залишився «фонтаном Айвазовського», а Олександру III через кілька років поставили пам'ятник навпроти.
За користування Феодосійської-Субашського водопроводом стягувалася плата, але воду з фонтану пили безкоштовно. Через деякий час біля фонтану виник павільйон східного стилю (будинок не зберігся): зліва знаходилася чебуречна, праворуч готували шашлики, називалося кафе «Фонтанчик» — приємне місце відпочинку у Феодосії. У теплу пору року столики встановлювали за легкою огорожею просто неба. На рубежі 19 і 20-го століть цей куточок міста був у городян дуже популярним.
Фонтан збудований в східному стилі і є точною копією фонтану в Константинополі, характерною рисою будови є великий навісний дах. В одному з листів Айвазовський писав: «Фонтан у східному стилі так хороший, що ні в Константинополі, ні де-небудь я не знаю такого вдалого, особливо, в пропорціях».
У дореволюційний час біля фонтану була срібна чашка з написом «За здоров'я І. К. Айвазовського та його сім'ї».
За своєю формою фонтан є прямокутною спорудою східного стилю з великими навісами від даху, збудований з місцевого каменя-черепашника, частково збереглося кам'яне облицювання. У південному фасаді фонтану — двері, що ведуть у приміщення з резервуаром для збору води. Фонтан став архітектурною пам'яткою — пам'яткою курортного міста.
У 1993 році завершена реконструкція фонтану.
У 2006 році відбулася повторна реконструкція та встановлено підсвічування, а також було озвучено плани зробити фонтан кольоровомузичним.